# Dinorah Castiglioni
Dinorah Castiglioni (10 de septiembre de 1918-Montevideo, 5 de mayo de 2016) fue una maestra, médica cirujana y profesora uruguaya. 

## Biografía
Se recibió de maestra a los 18 años, luego de cuatro años de estudio y se graduó de doctora en la Facultad de Medicina de la Universidad de la República en 1950. 
Dinorah Castiglioni ingresó a la Facultad de Medicina de la Universidad de la República en el año 1939. En ese momento sumadas primer y segundo año, el número de mujeres llegaba a 80 y el de hombres a 220.
Se graduó como Doctor en Medicina, en el año 1950 en la Facultad de Medicina de la Universidad de la República.
Fue la primera mujer en graduarse como cirujana en Uruguay. Durante 20 años ejerció como la única cirujana recibida.  Ejerció como profesora universitaria por más de 30 años.
Trabajó más de veinte años en el Hospital de Clínicas Dr. Manuel Quintela el hospital universitario.
En 1976 ingresó al Hospital Maciel como Profesor Agregado de Clínica quirúrgica.
Desde 2003 formó parte de la Academia de Medicina del Uruguay.
En 2015 fue galardonada como Ciudadana Ilustre de Montevideo.